# Farmacéutico interno residente
El farmacéutico interno residente (FIR) se refiere a la vía oficial de formación de farmacéuticos especialistas en España.  Se trata de un programa de formación para adquirir las capacidades y las responsabilidades propias de la especialidad, de forma tutelada y progresiva en el tiempo (de 3 a 4 años, según la especialidad). Solo es posible realizarlo en aquellos centros debidamente acreditados por el Ministerio de Sanidad a propuesta de los Departamentos Autonómicos competentes en materia sanitaria, para garantizar una adecuada formación especializada.

## Especialidades
Existe una especialidad exclusiva para farmacéuticos (Farmacia Hospitalaria) y seis que son multidisciplinares: Análisis Clínicos, Microbiología y Parasitología, Bioquímica Clínica, Inmunología, Genética Clínica y Radiofarmacia; en estas especialidades, independientemente del grado o licenciatura de procedencia, todos los titulados reciben la misma formación y llevan a cabo la misma labor.
| Especialidad                  | Duración | Plazas convocadas en 2023 para 2024 |
| ----------------------------- | -------- | ----------------------------------- |
| Farmacia Hospitalaria         | 4 años   | 192 plazas                          |
| Análisis Clínicos             | 4 años   | 58 plazas                           |
| Bioquímica Clínica            | 4 años   | 16 plazas                           |
| Genética Clínica              | 4 años   | 0 plazas                            |
| Inmunología                   | 4 años   | 4 plazas                            |
| Microbiología y Parasitología | 4 años   | 62 plazas                           |
| Radiofarmacia                 | 3 años   | 8 plazas                            |

## Acceso
El acceso a este programa de formación se realiza a través de un concurso-oposición, en el que el expediente académico cuenta un 10%, mientras que el examen FIR cuenta el 90%. La convocatoria es anual, y es publicada en el BOE por parte del Ministerio de Sanidad.

## Calendario
- Publicación de la convocatoria anual (BOE): a mediados de septiembre.
- Examen FIR: finales de enero del año siguiente.
- Elección de plaza FIR: segunda semana de abril.
- Incorporación a la plaza FIR: a finales de mayo.

## Examen
El examen FIR constaba de un total de 225 preguntas tipo test (y otras 10 de reserva para el caso de que se anulase alguna de las anteriores). Se realizaba en una única jornada de 5 horas de duración, el mismo día y a la misma hora en toda España. Debido a que la puntuación de este examen supone el 90% de la calificación global para acceder a la plaza de formación como especialista, la preparación del examen FIR constituye la parte fundamental de la oposición para obtener una plaza FIR.
A partir de la convocatoria realizada en 2019 para el examen realizado en enero de 2020 el número de preguntas pasó a ser 175 más 10 de reserva, siendo 4 horas la duración del examen.
Posteriormente, a partir de la convocatoria de 2021 para el examen realizado en 2022 el ministerio decidió reajustar de nuevo el formato de examen a 200 preguntas más 10 de reserva, siendo la duración de 4 horas y media tras este cambio. Este último es el formato de examen que actualmente se continúa realizando.